# Erlabrunn
Erlabrunn ist eine Gemeinde im unterfränkischen Landkreis Würzburg. Erlabrunn ist als Weinort bekannt und hat einen ansehnlichen Obstbaumbestand.

## Geographie
Der Ort liegt an der Staatsstraße 2300, etwa zehn Kilometer nördlich von Würzburg am Osthang des Volkenbergs und reicht bis an den Main. Nachbarorte sind im Norden Thüngersheim, im Osten Güntersleben, im Südostenen Margetshöchheim und Veitshöchheim und im Westen Leinach.
Es gibt nur die Gemarkung Erlabrunn. Außer dem Pfarrdorf Erlabrunn gibt es keine weiteren Gemeindeteile.
Erlabrunn ist durch südliche (Margetshöchheim) und die nördliche Einfahrt (Zellingen) zu erreichen. Zu Fuß kann der Ort über die Schleuse am östlich gelegenen Main besucht werden. Durch Erlabrunn verläuft der Fränkische Marienweg.

## Name

### Etymologie
Der ursprüngliche Gewässername Harnobrunno besteht aus den althochdeutschen Wörtern harin und brunno. Sie bedeuten Harn und Brunnen, im Sinne von unreine Quelle. Es gab im 12. Jahrhundert einen Namenswechsel, des Brunnens in Erlenbrunnen, abgeleitet vom mittelhochdeutschen Adjektiv erlîn, das Erle bedeutet. Daraus ergibt sich von Erlen umstandene Quelle. Der Name der Quelle ging auf den Ort Erlabrunn, der früher auch Erlenbronn genannt wurde, über.

### Frühere Schreibweisen
Frühere Schreibweisen des Ortes aus diversen historischen Karten und Urkunden:
| - 809 „Harnobrunno“ (nur Gewässername) - 1209 „Erlebrunnen“ - 1272 „Erlenbrunne“ - 1331 „Erlebrun“ - 1342 „Erlbrun“ | - 1356 „Erlbrunn“ - 1357 „Erelbrunne“ - 1576 „Erlabrun“ - 1747 „Erlabrunn“ |

## Geschichte

### Bis zur Gemeindegründung
Im 12. Jahrhundert existierte die Burg Falkenberg („Falkenburg“, 1992 von Peter Rückert auf dem Volkenberg nachgewiesen) auf dem wohl schon den Germanen oder Kelten als heilig gegoltenen Volkenberg (der damalige Name war Falkenberg) am nördlichen Ende des heutigen Ortes. Die Bewohner der Burg Falkenberg waren Lehnsmänner der Ravensburg. Als Strafmaßnahme für die Ermordung des Würzburger Bischof Konrad von Querfurt wurde die Burg geschleift. Heute sind nur noch wenige Steine von der Ruine zu sehen.
Die erste urkundliche Erwähnung des Ortes, aus der hervorgeht, dass das Gebiet des heutigen Erlabrunn den Grafen von Rieneck gehörte, stammt aus dem Jahr 1209. Als der Graf ein Darlehen vom Bischof von Würzburg aufnahm, verpfändete er das Land an das Hochstift Würzburg, das zum Fränkischen Reichskreis gehörte. Am 1. Mai 1525 hatten sich Bauern aus der Umgebung in Erlabrunn versammelt, wo sie ein Schreiben verfassten, in dem sie dazu aufforderten nach Erlabrunn zu kommen und bei der Beseitigung der auf den Bauern lastenden Beschwerungen durch den Fürstbischof und ihre Grundherren mitzuhelfen. Zunächst stürmten die Bauern auf die Karlburg, deren Besatzung auf den Würzburger Marienberg floh, wo am 15. Mai das Ereignis mit dem Tod von etwa 250 Bauern endete. Als Teil des Fränkischen Reichskreises wurde Erlabrunn 1803 zugunsten Bayerns säkularisiert, dann im Frieden von Pressburg (1805) an Erzherzog Ferdinand III. von Toskana zur Bildung des Großherzogtums Würzburg übergeben, mit dem es 1814 an Bayern zurückfiel. Im Zuge der Verwaltungsreformen in Bayern entstand mit dem Gemeindeedikt von 1818 die heutige Gemeinde.
Die katholische Pfarrkirche St. Andreas wurde ca. 1381 erbaut. 1597 wurde die Pfarrei selbständig, nachdem sie zur Pfarrei Hettstadt gehört hatte. Wegen Einsturzgefahr wurde die Kirche 1655 abgerissen und 1656 neu erbaut. Geweiht wurde sie am 16. September 1657. Das Innere der Kirche wurde 1999 teilrenoviert.

### 20. und 21. Jahrhundert
Im Jahr 1977 wurde der am Maintalhang gelegenen Steinbruch „Schloß“ aufgelassen. Aus ihm wurden die roten Steine für Würzburger Bauwerke wie das Chorherrenstift Neumünster und die Neubaukirche gewonnen. Unter dem Motto „Altes erhalten Neues gestalten“ wird seit 1991 die Dorferneuerung betrieben. Dabei werden vor allem die Durchfahrtsstraße durch den Altort und die angrenzenden Gassen umgeformt. Begonnen wurde im nördlichen Teil der Durchfahrtsstraße, der Zellinger Straße. Im zweiten Bauabschnitt wird der Bereich um die Schule erneuert. Beschlossen wurde auch die Neugestaltung der Würzburger Straße (südlich der Schule), aber aufgrund knapper Geldmittel wurden die Baumaßnahmen auf unbestimmte Zeit verschoben.
Um der wachsenden Nachfrage nach Bauplätzen gerecht zu werden, wurde 2005 im Norden des Ortes Baugebiet Am Erlenbrunnen/Goldbühlein erschlossen. Für die Größe der Erschließung wurden rechtliche und wirtschaftliche Gründe angegeben. Die Erschließungskosten betrugen 2,3 Millionen Euro.

### Einwohnerentwicklung
| Einwohner             | 785 | 779 | 652 | 704 | 712 | 950 | 907 | 997 | 1.320 | 1.483 | 1.582 | 1.574 | 1.601 | 1.656 | 1.742 |
| Quelle 1840 bis 1987: |     |     |     |     |     |     |     |     |       |       |       |       |       |       |       |

## Politik
Die Gemeinde ist Mitglied der Verwaltungsgemeinschaft Margetshöchheim.

### Gemeinderat
Bei der Kommunalwahl am 15. März 2020 haben von den 1441 stimmberechtigten Einwohnern 1121 vom Wahlrecht Gebrauch gemacht, womit die Wahlbeteiligung bei 77,79 % lag.
- CSU: 4
- UBE: 3
- Grüne: 2
- SPD: 2
- FDP: 1

CSU einschließlich FLE; GRÜNE einschließlich BE

### Bürgermeister
- um 1875: Adam Hart
- 1948–1960: Eugen Blaß
- 1960–1984: Oskar Eckert
- 1984–1990: Hans Muth
- 1990–2002: Friedrich Petermann (SPD/Unabhängige Bürger)
- 2002–2014: Günter Muth (CSU/FW)
- 2014–0000: Thomas Benkert (CSU/FLE/Grüne/BE/UBE)

Bei der Kommunalwahl vom 15. März 2020 wurde Benkert mit 73,41 % der Stimmen wiedergewählt.

### Wappen
| Wappen von Erlabrunn | Blasonierung: „Neunmal geteilt von Rot und Gold, im Ganzen belegt mit einer grünen Weintraube mit zwei grünen Blättern.“ |
| Wappen von Erlabrunn | Wappenbegründung: Dieses Wappen wurde Erlabrunn 1957 auf Antrag verliehen. Früher hatte der Ort ein Dorfsiegel und Wappen, das den Kirchenpatron St. Andreas, zeigt. Dieses existierte bis etwa 1800, ging dann es aber in der Säkularisation unter, geriet in Vergessenheit und tauchte erst wieder 2003 auf. |

### Gemeindepartnerschaften

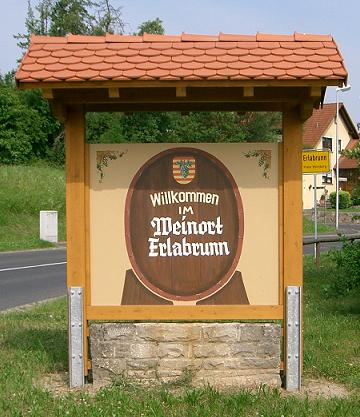
Begrüßungsschild von Erlabrunn

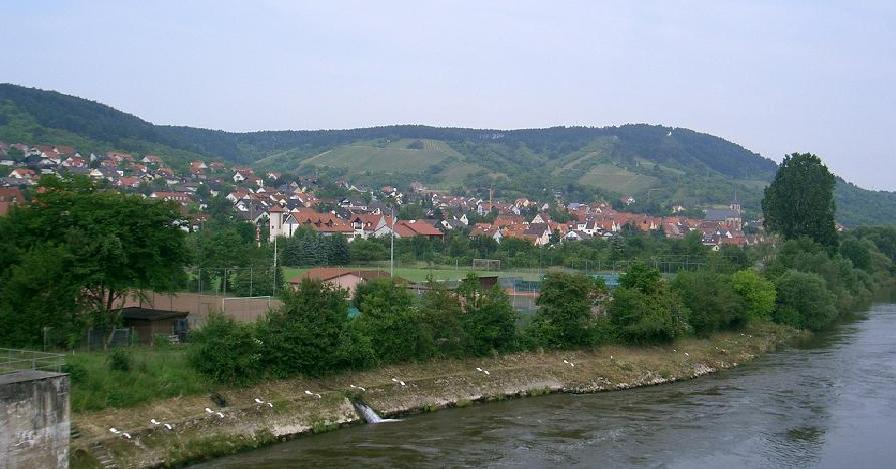
Ortsbild von Erlabrunn

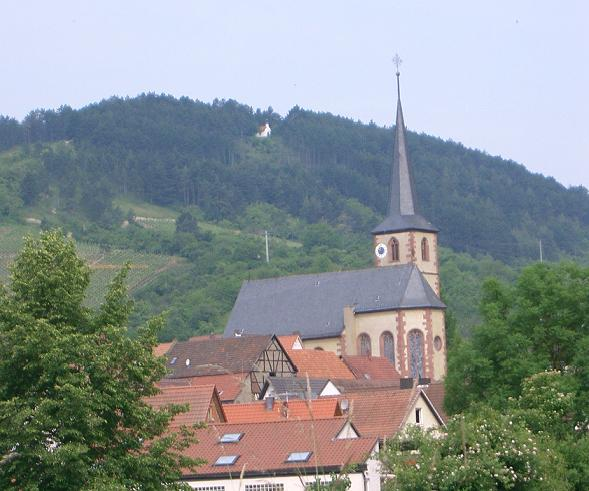
Pfarrkirche St. Andreas vor dem Volkenberg mit der Kapelle Maria Hilf

Partnergemeinde ist die 1600 Einwohner-Gemeinde Quettehou im nordfranzösischen Département Manche nahe der Kanalküste in der Region Normandie. Die entsprechende Charta wurde am 7. April 1985 von den beiden Bürgermeistern unterzeichnet.

## Kultur und Sehenswürdigkeiten

### Natur
Erlabrunn gilt aufgrund ausgedehnter Bepflanzung mit Clematis als „Clematis-Dorf“.

### Tourismus

#### Rad- und Wanderwege
Der Ort verfügt über ein Wanderwegenetz, das durch die Weinberge und den größten Schwarzkiefernwald Deutschlands führt.

#### Erlabrunner Badesee
Am südlichen Ortsende liegt der Erlabrunner Badesee, ein 19 ha großes Naherholungsgebiet mit zwei Seen (7 ha und 0,2 ha), Spielplätzen und einer kleinen Seilbahn, die über das Wasser zu einer kleinen Insel führt.

Ansichten des Erlabrunner Badesees
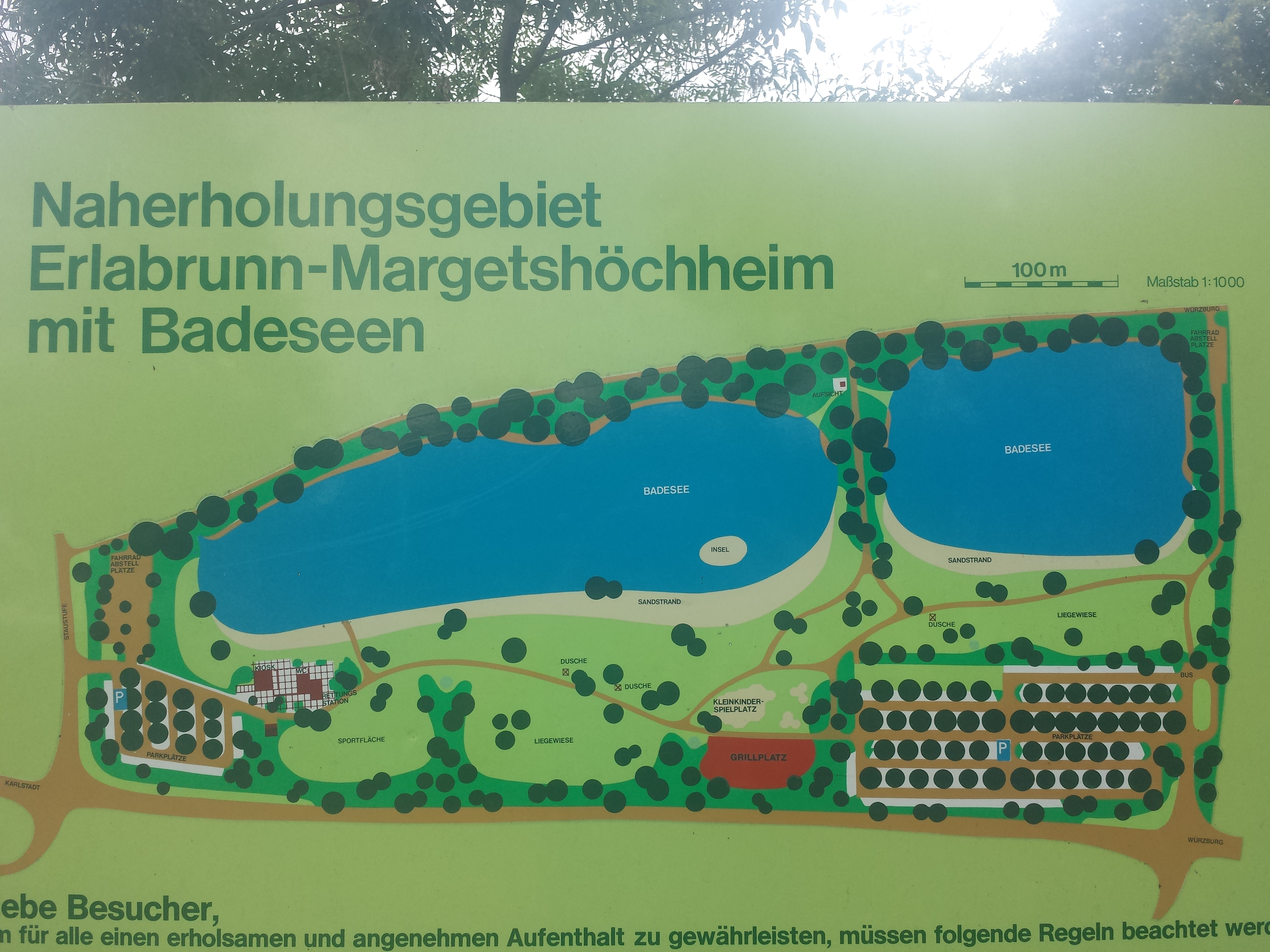
Lagekarte des großen und kleinen Badesees
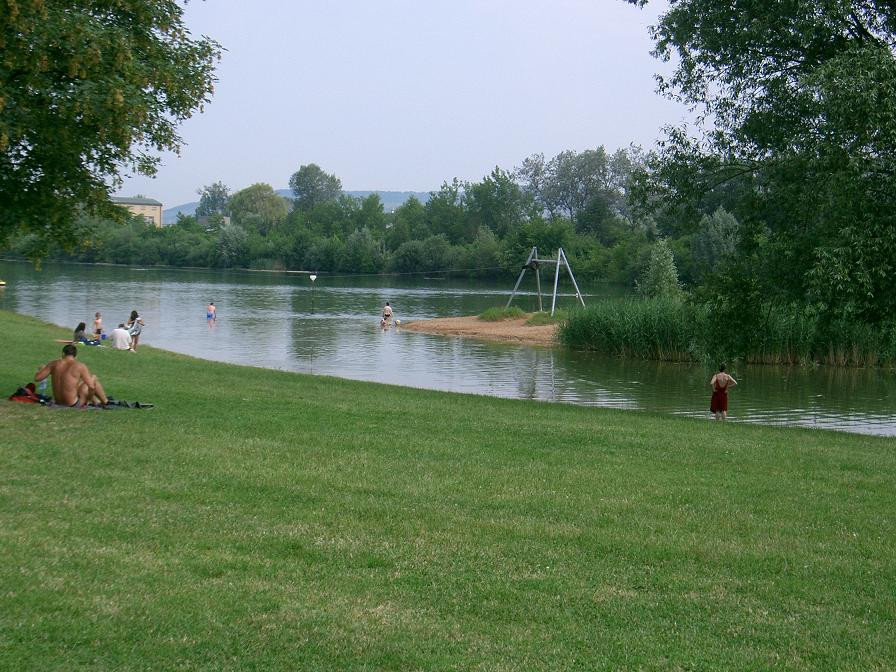
Der große Badesee (2006)
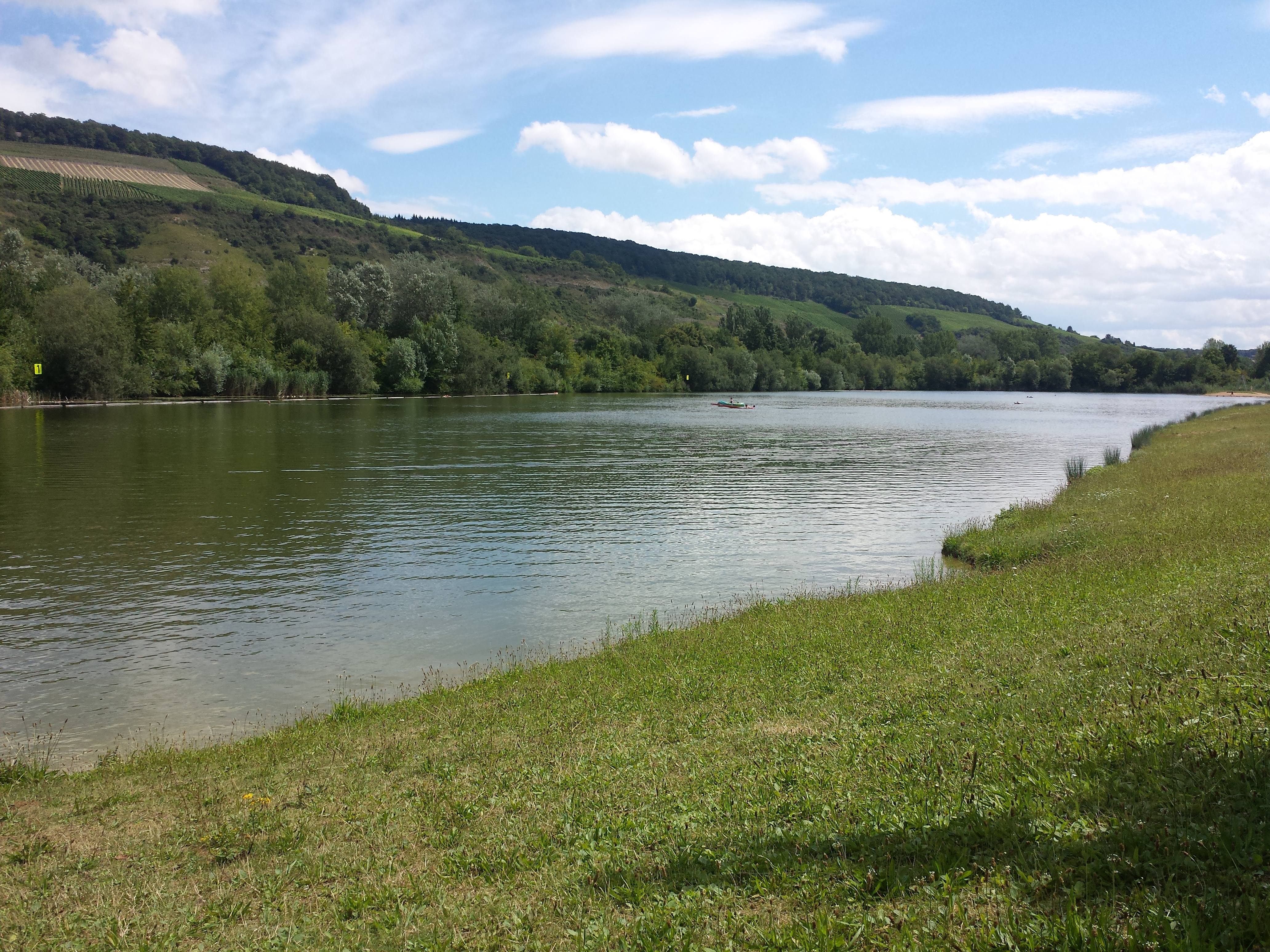
Blick über den großen Badesee (2016)

### Baudenkmäler

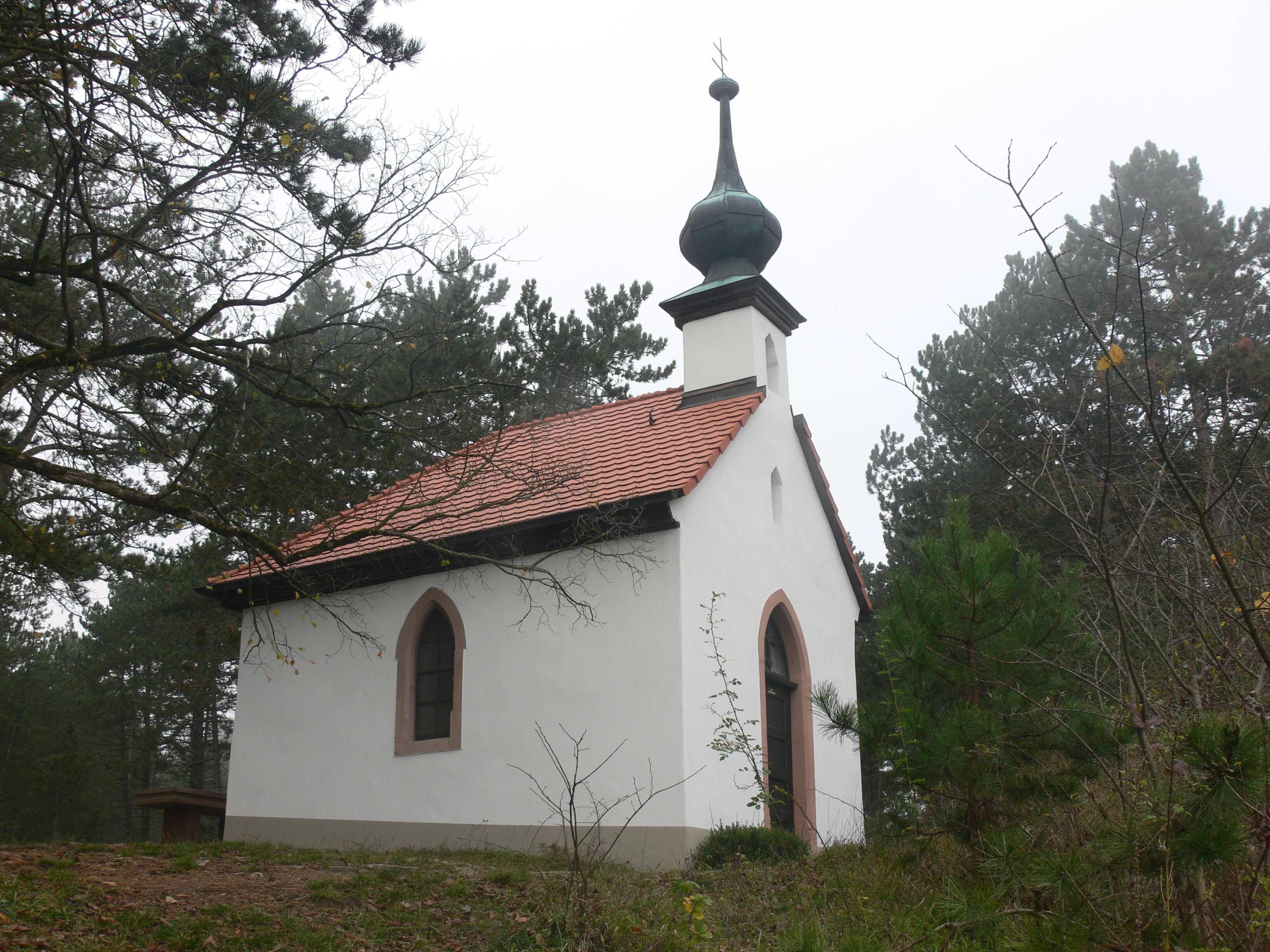
Erlabrunner Käppele

Auf dem sagenumwobenen Volkenberg, der einen Ausblick über den Ort und das Maintal bietet, befindet sich die 1876 in ihrer jetzigen Form unter Bauleitung des Oberleinacher Schmiedemeisters Johann Öhrlein fertiggestellte Wallfahrtskapelle Maria Hilf. Sie wurde 1875 von der Witwe Katharina Küffner geborene Mehling aus Oberleinach gestiftet und ersetzte eine über 100 Jahre alte kleine Wegkapelle (ein im Auftrag von Johann Müller 1773 errichteter Bildstock, in dessen Nische sich zwischen zwei kleinen Engeln ein Mutter-Gottes-Bild „Maria Hilf“ befand). In unmittelbarer Nähe der am 24. September 1876 durch das Oberleinacher Pfarramt geweihten Feldkapelle liegen die Reste der Burg Falkenstein. Die kleine Kapelle zwischen Oberleinach und Erlabrunn mit der von einem Spengler aus Zellingen gefertigten Kugel des Türmchens wird auch Erlabrunner Käppele (sowie „Leinacher Käppele“) genannt.
Vom Erlabrunner Käppele auf dem Volkenberg gelangt man über den Fichtenweg, oder vom Dorf aus über die Wartturmstraße, zur Ruine des von ringsum angepflanzten Schwarzkiefern umgebenen Wartturmes auf dem nördlichen Ausläufer des Volkenbergs, dem Eschberg in Leinach.

### Regelmäßige Veranstaltungen
Das Sommernachtsfest und das Bergfest werden jährlich von örtlichen Vereinen veranstaltet.
Von 1995 bis 2005 wurde auf der Kulturbühne Erlabrunn das Freilichtstück Gebrochene Schwingen aufgeführt, in dem es um die Geschichte der Burg Falkenberg und der Ravensburg sowie um die Ermordung des Würzburger Bischofs Konrad von Querfurt ging. Die Aufführung wurde anlässlich der 800-Jahr-Feier des Ortes Erlabrunn 2009 wiederholt.

### Kulinarische Spezialitäten
Die Winzerbetriebe betreiben Heckenwirtschaften. Jährlich wird Anfang September eine Weinwanderung abgehalten. Bei diesem Ereignis wandern Einheimische und Besucher durch die Weinberge und rasten an temporär aufgebauten Weintheken.

## Wirtschaft und Infrastruktur

### Verkehr
Die Staatsstraße 2300 führt in nördlicher Richtung nach Zellingen und in südlicher Richtung nach Margetshöchheim. Da die Ortsdurchfahrt zu schmal für den Durchgangsverkehr wurde, wurde 1987 eine Umgehungsstraße eröffnet. Über den Main führt die Staustufe Erlabrunn, die allerdings nur für Fußgänger geöffnet ist. Trotz der Lage am Fluss besitzt Erlabrunn keine spezielle Anlegestelle für Schiffe. Für diese besteht lediglich die Möglichkeit, an der Kaimauer südlich der Staustufe, also flussaufwärts, festzumachen. Erlabrunn hatte früher einen Bahnhof, der aufgrund seiner Lage auf der gegenüberliegenden Mainseite und der Entfernung zum Ort kaum genutzt und stillgelegt wurde.

### Wirtschaft einschließlich Land- und Forstwirtschaft

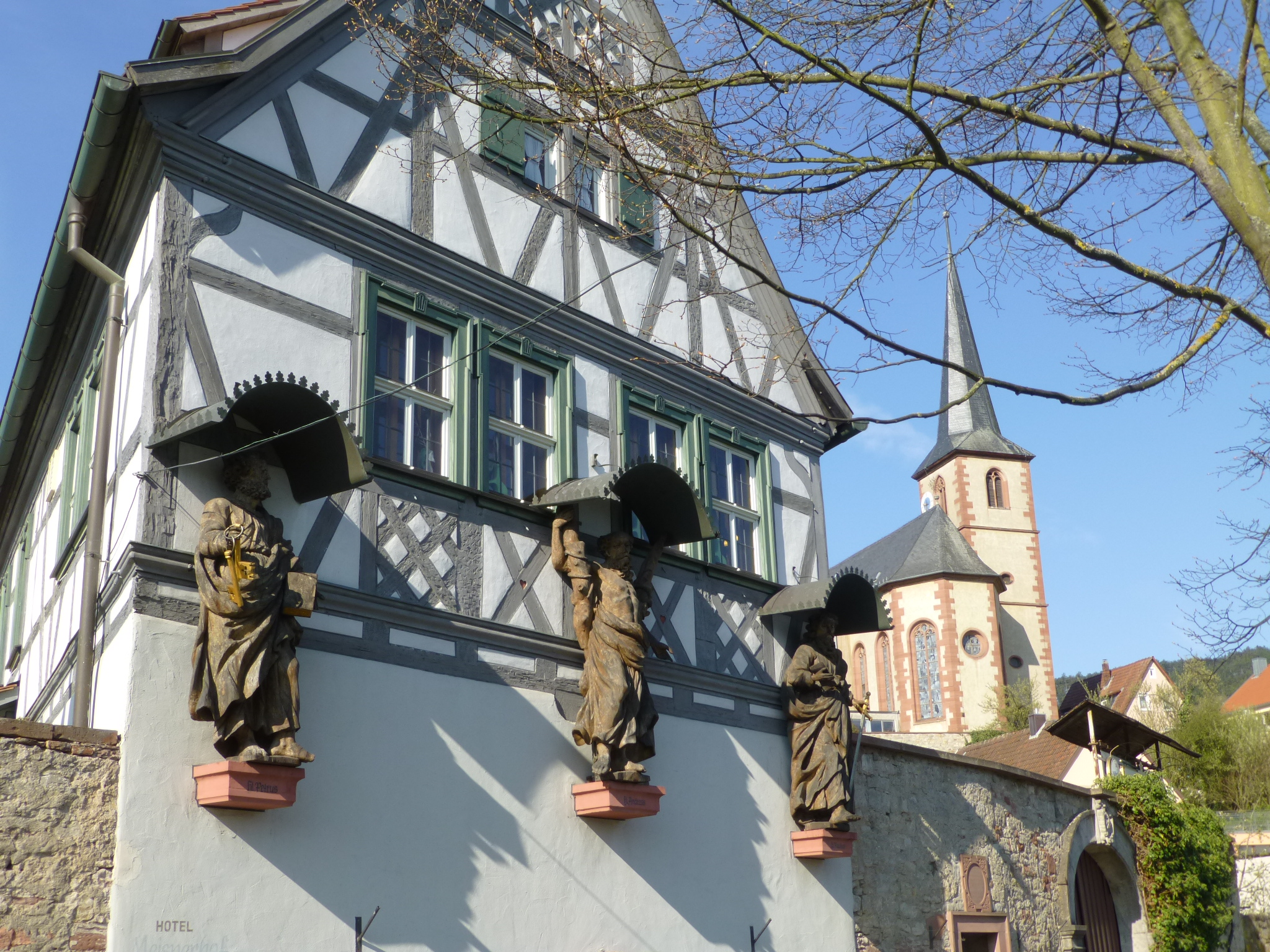
Weingut und Hotel Meisnerhof

2017 gab es in der Gemeinde 58 sozialversicherungspflichtige Arbeitnehmer. Von der Wohnbevölkerung standen 731 Personen in einem versicherungspflichtigen Beschäftigungsverhältnis. Damit war die Zahl der Auspendler um 673 Personen größer als die der Einpendler. 16 Einwohner waren arbeitslos. 2016 gab es 14 Wein- und Obstbaubetriebe.

### Bildung
Die Kindertagesstätte wird vom St.-Elisabethen-Verein e. V. betrieben mit (Stand 2018) 118 genehmigten Plätzen und 92 Kindern, davon 16 unter drei Jahren.
Die 1958 errichtete Grundschule Erlabrunn ist seit 1969 neben den Grundschulen in Leinach und Zell eine der Außenstellen der Verbandsschule Margetshöchheim. Da nicht genügend Räumlichkeiten zur Verfügung stehen, gibt es nur jedes zweite Jahr eine erste Klasse in Erlabrunn. Die Erstklässler des darauffolgenden Jahres werden in Margetshöchheim unterrichtet. Eine Mittelschule befindet sich in der Nachbargemeinde Margetshöchheim, Gymnasien, Realschulen sowie berufsbildende Schulen und Hochschulen vor allem in Würzburg.
Die Pfarr- und Gemeindebücherei befindet sich im Erdgeschoss des Schulgebäudes, finanziert von der Gemeinde, der Pfarrei sowie von Spenden.

## Persönlichkeiten
- Karl Endres (1911–1993), Basketballspieler